# Giv'at Ša'ul

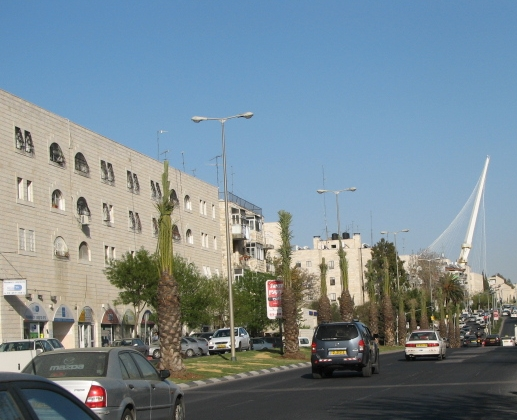
Ulice Kanfej Nešarim v Giv'at Ša'ul, v pozadí Jeruzalémský lanový most

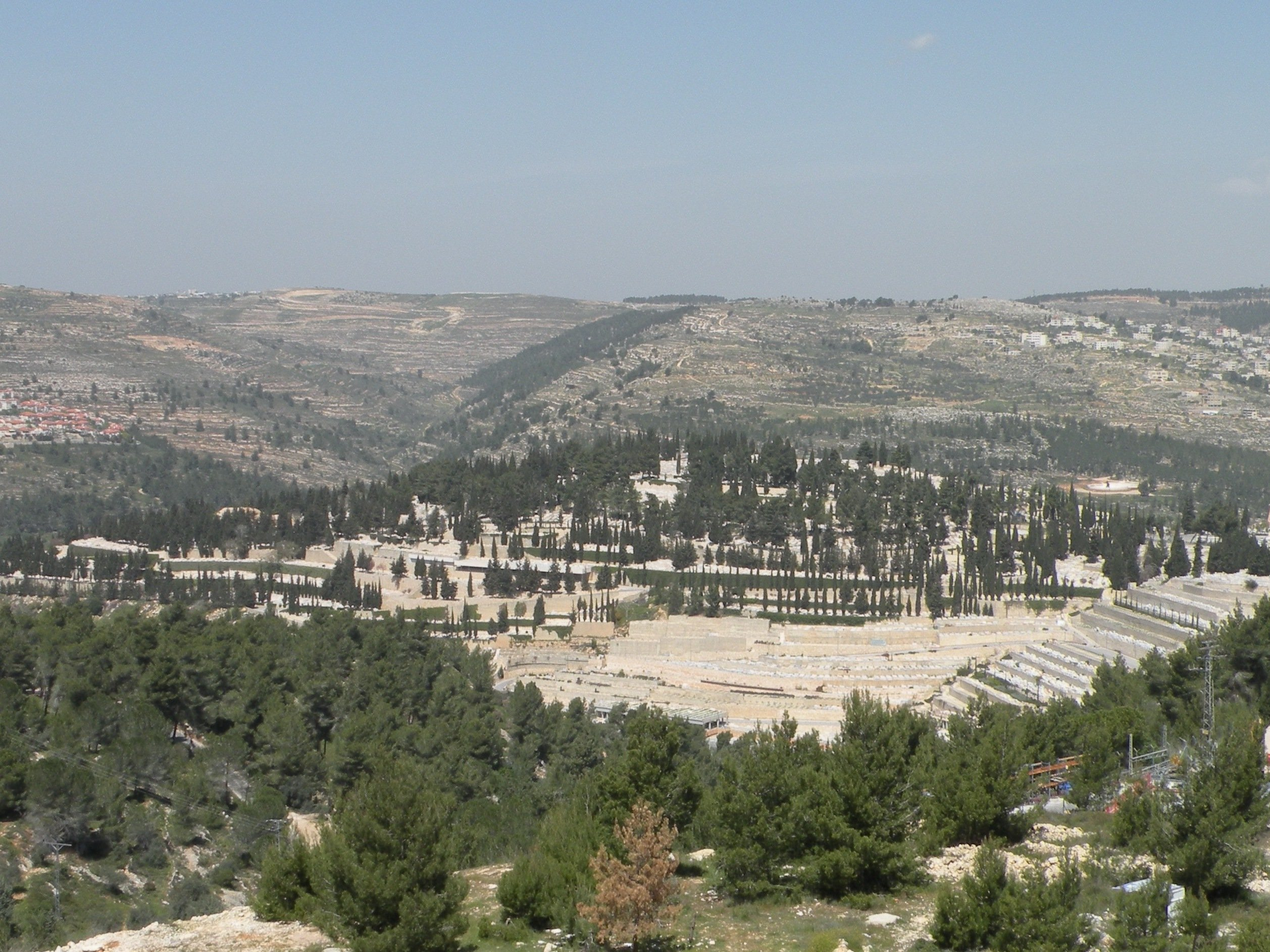
Hřbitov na Har ha-Menuchot při pohledu z Giv'at Ša'ul

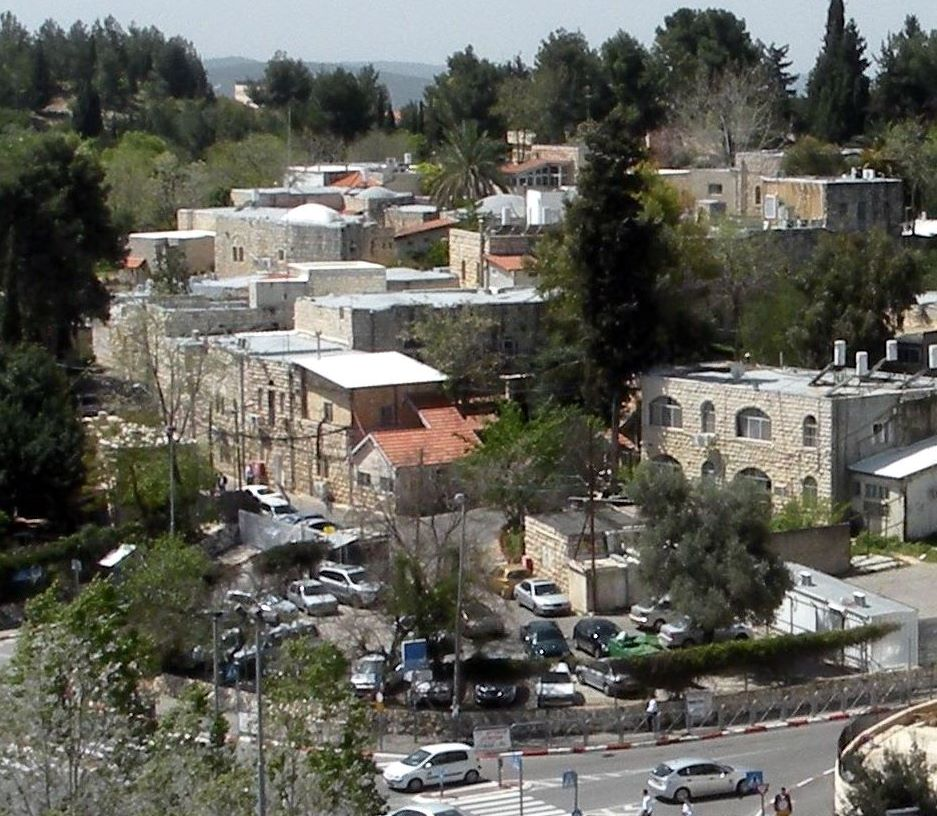
Zbytky arabské vesnice Dejr Jásin, dnes areál Psychiatrické léčebny Kfar Ša'ul

Giv'at Ša'ul (hebrejsky: גבעת שאול, doslova Ša'ulův vrch) je městská čtvrť v západní části Jeruzaléma v Izraeli.

## Geografie
Leží v nadmořské výšce okolo 800 metrů, cca 4 kilometry severozápadně od Starého Města. Na jihu s ní sousedí čtvrtě Bejt ha-Kerem a Kirjat Moše, na východě Romema, Ec Chajim a vládní čtvrť Kirjat ha-Memšala na vrchu Giv'at Ram, na severu Romema Ilit a Lifta, dál k severu terén spadá prudce do údolí potoka Sorek. Na severozápadě ke čtvrti přiléhá hora Har ha-Menuchot s centrálním jeruzalémským hřbitovem. K západu čtvrť vybíhá na vyvýšeném hřbetu k západu. Rozkládá se tu jeho nová podčást Giv'at Ša'ul Bet, dál k západu pak areál Psychiatrické léčebny Kfar Ša'ul a za ním čtvrť Har Nof. Tento sídelní pás na jihu ohraničuje strmý sráz údolí vádí Nachal Revida, na jehož protější straně se zvedá Herzlova hora a za ní areál Jad Vašem připomínající holokaust. Čtvrtí procházejí významné dopravní tahy. Vyúsťuje tu, po stoupání podél severní strany hřbitovních komplexů na Har ha-Menuchot, hlavní silnice od Tel Avivu, Sderot Ben Gurion, která se pak větví do několika směrů zajišťujících dopravní obslužnost centrální části Západního Jeruzaléma (takzvaný Lev ha-Ir). V severojižním směru tudy prochází nová dálniční komunikace (západní obchvat města) Sderot Menachem Begin. K jihozápadu směřuje lokální silnice číslo 386, která vede do venkovských oblastí Jeruzalémského koridoru. Podél východního okraje čtvrtě vede od roku 2011 tramvajová trať s Jeruzalémským lanovým mostem. Populace čtvrti je židovská.

## Dějiny
Pojmenována byla podle rabína Ja'akova Ša'ula Eljašara, který byl na přelomu 19. a 20. století vrchním sefardským rabínem v Palestině. Jeho syn byl zakladatelem Společnosti Giv'at Ša'ul, která vznikla roku 1907 s cílem zřídit nové předměstí. Kvůli průtahům a komplikacím při pozemkových transakcích se ale výstavba opozdila a začala až v roce 1919 za mandátní Palestiny. Původně mělo jít o obytný soubor určený pro chudinu. Plánovalo se, že u domů by se zřídila malá zemědělská hospodářství, která by zásobovala čerstvými potravinami Jeruzalém. Postupně ale zemědělské pozemky zanikly a nahradila je běžná městská zástavba, s četnými průmyslovými a obchodními areály.
Do roku 1948 stála západně od Giv'at Ša'ul arabská vesnice Dejr Jásin, jejíž obyvatelé se živili zejména dobýváním stavebního kamene. Na počátku války za nezávislost v roce 1948 sloužila vesnice jako základna pro útoky proti okolním židovským osadám. Byla napadnuta jednotkami Irgunu a Lechi a obyvatelstvo zmasakrováno. Vysídlená vesnice pak byla ponechána na svém místě. Dnes je její zástavba začleněna do areálu Psychiatrické léčebny Kfar Ša'ul.
Rozvoj průmyslu, který v této čtvrti nastal po roce 1948 a který vytvořil na jejím jihozápadním okraji průmyslovou zónu, byl nyní postupně zvrácen a od konce 80. let 20. století jsou výrobní a obchodní areály nahrazovány novou obytnou zástavbou. Čtvrť obývá cca 9000 lidí (podle jiného zdroje 14 000) většinou nábožensky orientovaných, konkrétně ultraortodoxních.